# پیز جولیر
پیز جولیر (به لاتین: Piz Julier) یک کوه در سوئیس است که در کانتون گراوبوندن واقع شده‌است. پیز جولیر ۳٬۳۸۰ متر بالاتر از سطح دریا واقع شده‌است.